# یرغیز
یرغیز (به قزاقی: Yrgyz) یک منطقهٔ مسکونی در قزاقستان است که در استان آق‌تپه واقع شده‌است.